# Bergen-Studentenes IL
Le Bergen-Studentenes IL est un club de handball qui se situait à Bergen en Norvège. 

## Palmarès
- Championnat de Norvège (1): 1969